# Владимир Красић
Владимир Красић (Салка код Сексарда, 1851 — Карловац, 22. март 1890) био је српски учитељ, историчар и педагошки писац.

## Биографија
Отац Алекса био је кројач, мајка Ева (рођ. Поповић).
Основну школу завршио је у Салки. Наставља да се образује у оближњем манастиру Грабовац. Као даровит ђак приватно је похађао нижу гимназију. Уз помоћ владике Никанора Грујића уписао је Учитељску школу у Пакрацу. Због својих политичких ставова (био је присталица Српске народне слободоумне странке) нашао се на удару аустроугарских власти. По завршетку Учитељске школе 1876. ухапшен је са неколицином других истакнутих пакрачких Срба под оптужбом за ширење великосрпске пропаганде. Услед недостатка доказа пуштен је из притвора након три дана. Преселио се у Карловац и до смрти је био учитељ вежбања у српској учитељској школи.

## Научни и књижевни рад

### Историографија
Сакупљао је историјске споменике и народне умотворине, писао је монографије и чланке о српским манастирима, прикупљао и објављивао архивску грађу. Документе које је проналазио у манастирским архивима често је објављивао уз консултације са архимандритом Иларионом Руварцем.
Објављивао је у Летопису Матице српске (1879-1889), Јавору, Стражилову, Гласу истине, Школском листу и Бршљану.
Посебно се посветио проучавању устанка у Босни и Херцеговини 1875-1878.

### Педагогија
Преводио је и писао радове из области педагогије. За превод Херцогових Приповетки из историје свега света Матица српска му је доделила новчану награду у износу од 80 форинти.
Приредио је књигу Изабране приче: дарак доброј деци (Панчево, 1879).
У Летопису Матице српске 1879. објавио је допуне и исправке Новаковићеве Српске библиографије.

## Чланство у научним и струковним удружењима
Редовни члан Матице српске постао је 1880, а за члана њеног Књижевног одељења изабран је 1885. године. Био је и члан Хрватског педагошко-књижевног збора у Загребу.

### Преводи с немачког
- А. Келер, Ново васпитање (Нови Сад, 1881)
- Ј. Нигелер, Гимнастика за мушку и женску децу у српским основним школама (Панчево, 1881)
- Х. Херцог, Приповетке из историје свега света (Нови Сад, 1883)

## Галерија
- Насловна страна путописа Успомене из Горње крајине (1882)
- Насловна страна Приповетки из историје свега света (1883)
- Насловна страна књиге Народне приповетке II (1897)